# Buchnera symoensiana
Buchnera symoensiana är en snyltrotsväxtart som beskrevs av R. Mielcarek. Buchnera symoensiana ingår i släktet Buchnera och familjen snyltrotsväxter. Inga underarter finns listade i Catalogue of Life.